# Горвиц, Бернхард
Бернхард Горвиц (нем. Bernhard (Benjamin) Horwitz; 10 мая 1807, Нойштрелиц — 29 августа 1885, Лондон) — английский, ранее немецкий, шахматист, шахматный композитор и теоретик эндшпиля. Художник.

## Биография
Горвиц родился 10 мая 1807 года в Нойштрелице в еврейской семье. Своё имя Беньямин вскоре поменял на Бернхард. С 1836 по 1839 годы изучал живопись в берлинской академии искусств. В это же время входил в «Берлинскую плеяду». В 1839 году переезжает в Гамбург, в 1845 — в Лондон, для повышения квалификации.
Вскоре получает британское гражданство и принимает активное участие в шахматной жизни. Играет матчи с сильнейшими местными игроками, в том числе с Г. Стаунтоном 7 : 14 (1846; три партии закончились вничью); Л. Кизерицким 4 : 7 (1846; одна партия закончилась вничью); Д. Гарвицем 4 : 6 (1846; одна партия закончилась вничью), 6 : 7 (1849; две партии закончлись вничью); Г. Бёрдом 7 : 3 (1851; четыре партии закончились вничью); И. Лёвенталем 1 : 4 (1852); И. Колишем 1 : 3 (1860).
В 1851 году принимает участие в первом международном турнире в Лондоне, где занимает 7-е место (в первом туре побеждает Г. Бёрда — 2½ : 1½, но уступает во втором Г. Стаунтону — 2½ : 4½).
В 1851—1853 вместе с Й. Клингом издавал журнал «Chess Players». Исследовал эндшпильные позиции; создавал этюды, имеющие значения для теории эндшпиля.
Приведём его этюд, победивший на первом турнире шахматных композиторов, организованном И. Лёвенталем.
|   | a | b | c | d | e | f | g | h |   |
| - | --- | --- | --- | --- | --- | --- | --- | --- | - |
| 8 | b8 чёрный слон · e7 чёрный ферзь · b6 белая пешка · f6 чёрный конь · h6 белый конь · c5 чёрный король · e5 белый конь · a4 белая пешка · d4 чёрная пешка · c3 белая пешка · f3 белая ладья · c2 белая пешка · f2 белая пешка · g2 белый король | b8 чёрный слон · e7 чёрный ферзь · b6 белая пешка · f6 чёрный конь · h6 белый конь · c5 чёрный король · e5 белый конь · a4 белая пешка · d4 чёрная пешка · c3 белая пешка · f3 белая ладья · c2 белая пешка · f2 белая пешка · g2 белый король | b8 чёрный слон · e7 чёрный ферзь · b6 белая пешка · f6 чёрный конь · h6 белый конь · c5 чёрный король · e5 белый конь · a4 белая пешка · d4 чёрная пешка · c3 белая пешка · f3 белая ладья · c2 белая пешка · f2 белая пешка · g2 белый король | b8 чёрный слон · e7 чёрный ферзь · b6 белая пешка · f6 чёрный конь · h6 белый конь · c5 чёрный король · e5 белый конь · a4 белая пешка · d4 чёрная пешка · c3 белая пешка · f3 белая ладья · c2 белая пешка · f2 белая пешка · g2 белый король | b8 чёрный слон · e7 чёрный ферзь · b6 белая пешка · f6 чёрный конь · h6 белый конь · c5 чёрный король · e5 белый конь · a4 белая пешка · d4 чёрная пешка · c3 белая пешка · f3 белая ладья · c2 белая пешка · f2 белая пешка · g2 белый король | b8 чёрный слон · e7 чёрный ферзь · b6 белая пешка · f6 чёрный конь · h6 белый конь · c5 чёрный король · e5 белый конь · a4 белая пешка · d4 чёрная пешка · c3 белая пешка · f3 белая ладья · c2 белая пешка · f2 белая пешка · g2 белый король | b8 чёрный слон · e7 чёрный ферзь · b6 белая пешка · f6 чёрный конь · h6 белый конь · c5 чёрный король · e5 белый конь · a4 белая пешка · d4 чёрная пешка · c3 белая пешка · f3 белая ладья · c2 белая пешка · f2 белая пешка · g2 белый король | b8 чёрный слон · e7 чёрный ферзь · b6 белая пешка · f6 чёрный конь · h6 белый конь · c5 чёрный король · e5 белый конь · a4 белая пешка · d4 чёрная пешка · c3 белая пешка · f3 белая ладья · c2 белая пешка · f2 белая пешка · g2 белый король | 8 |
| 7 | b8 чёрный слон · e7 чёрный ферзь · b6 белая пешка · f6 чёрный конь · h6 белый конь · c5 чёрный король · e5 белый конь · a4 белая пешка · d4 чёрная пешка · c3 белая пешка · f3 белая ладья · c2 белая пешка · f2 белая пешка · g2 белый король | b8 чёрный слон · e7 чёрный ферзь · b6 белая пешка · f6 чёрный конь · h6 белый конь · c5 чёрный король · e5 белый конь · a4 белая пешка · d4 чёрная пешка · c3 белая пешка · f3 белая ладья · c2 белая пешка · f2 белая пешка · g2 белый король | b8 чёрный слон · e7 чёрный ферзь · b6 белая пешка · f6 чёрный конь · h6 белый конь · c5 чёрный король · e5 белый конь · a4 белая пешка · d4 чёрная пешка · c3 белая пешка · f3 белая ладья · c2 белая пешка · f2 белая пешка · g2 белый король | b8 чёрный слон · e7 чёрный ферзь · b6 белая пешка · f6 чёрный конь · h6 белый конь · c5 чёрный король · e5 белый конь · a4 белая пешка · d4 чёрная пешка · c3 белая пешка · f3 белая ладья · c2 белая пешка · f2 белая пешка · g2 белый король | b8 чёрный слон · e7 чёрный ферзь · b6 белая пешка · f6 чёрный конь · h6 белый конь · c5 чёрный король · e5 белый конь · a4 белая пешка · d4 чёрная пешка · c3 белая пешка · f3 белая ладья · c2 белая пешка · f2 белая пешка · g2 белый король | b8 чёрный слон · e7 чёрный ферзь · b6 белая пешка · f6 чёрный конь · h6 белый конь · c5 чёрный король · e5 белый конь · a4 белая пешка · d4 чёрная пешка · c3 белая пешка · f3 белая ладья · c2 белая пешка · f2 белая пешка · g2 белый король | b8 чёрный слон · e7 чёрный ферзь · b6 белая пешка · f6 чёрный конь · h6 белый конь · c5 чёрный король · e5 белый конь · a4 белая пешка · d4 чёрная пешка · c3 белая пешка · f3 белая ладья · c2 белая пешка · f2 белая пешка · g2 белый король | b8 чёрный слон · e7 чёрный ферзь · b6 белая пешка · f6 чёрный конь · h6 белый конь · c5 чёрный король · e5 белый конь · a4 белая пешка · d4 чёрная пешка · c3 белая пешка · f3 белая ладья · c2 белая пешка · f2 белая пешка · g2 белый король | 7 |
| 6 | b8 чёрный слон · e7 чёрный ферзь · b6 белая пешка · f6 чёрный конь · h6 белый конь · c5 чёрный король · e5 белый конь · a4 белая пешка · d4 чёрная пешка · c3 белая пешка · f3 белая ладья · c2 белая пешка · f2 белая пешка · g2 белый король | b8 чёрный слон · e7 чёрный ферзь · b6 белая пешка · f6 чёрный конь · h6 белый конь · c5 чёрный король · e5 белый конь · a4 белая пешка · d4 чёрная пешка · c3 белая пешка · f3 белая ладья · c2 белая пешка · f2 белая пешка · g2 белый король | b8 чёрный слон · e7 чёрный ферзь · b6 белая пешка · f6 чёрный конь · h6 белый конь · c5 чёрный король · e5 белый конь · a4 белая пешка · d4 чёрная пешка · c3 белая пешка · f3 белая ладья · c2 белая пешка · f2 белая пешка · g2 белый король | b8 чёрный слон · e7 чёрный ферзь · b6 белая пешка · f6 чёрный конь · h6 белый конь · c5 чёрный король · e5 белый конь · a4 белая пешка · d4 чёрная пешка · c3 белая пешка · f3 белая ладья · c2 белая пешка · f2 белая пешка · g2 белый король | b8 чёрный слон · e7 чёрный ферзь · b6 белая пешка · f6 чёрный конь · h6 белый конь · c5 чёрный король · e5 белый конь · a4 белая пешка · d4 чёрная пешка · c3 белая пешка · f3 белая ладья · c2 белая пешка · f2 белая пешка · g2 белый король | b8 чёрный слон · e7 чёрный ферзь · b6 белая пешка · f6 чёрный конь · h6 белый конь · c5 чёрный король · e5 белый конь · a4 белая пешка · d4 чёрная пешка · c3 белая пешка · f3 белая ладья · c2 белая пешка · f2 белая пешка · g2 белый король | b8 чёрный слон · e7 чёрный ферзь · b6 белая пешка · f6 чёрный конь · h6 белый конь · c5 чёрный король · e5 белый конь · a4 белая пешка · d4 чёрная пешка · c3 белая пешка · f3 белая ладья · c2 белая пешка · f2 белая пешка · g2 белый король | b8 чёрный слон · e7 чёрный ферзь · b6 белая пешка · f6 чёрный конь · h6 белый конь · c5 чёрный король · e5 белый конь · a4 белая пешка · d4 чёрная пешка · c3 белая пешка · f3 белая ладья · c2 белая пешка · f2 белая пешка · g2 белый король | 6 |
| 5 | b8 чёрный слон · e7 чёрный ферзь · b6 белая пешка · f6 чёрный конь · h6 белый конь · c5 чёрный король · e5 белый конь · a4 белая пешка · d4 чёрная пешка · c3 белая пешка · f3 белая ладья · c2 белая пешка · f2 белая пешка · g2 белый король | b8 чёрный слон · e7 чёрный ферзь · b6 белая пешка · f6 чёрный конь · h6 белый конь · c5 чёрный король · e5 белый конь · a4 белая пешка · d4 чёрная пешка · c3 белая пешка · f3 белая ладья · c2 белая пешка · f2 белая пешка · g2 белый король | b8 чёрный слон · e7 чёрный ферзь · b6 белая пешка · f6 чёрный конь · h6 белый конь · c5 чёрный король · e5 белый конь · a4 белая пешка · d4 чёрная пешка · c3 белая пешка · f3 белая ладья · c2 белая пешка · f2 белая пешка · g2 белый король | b8 чёрный слон · e7 чёрный ферзь · b6 белая пешка · f6 чёрный конь · h6 белый конь · c5 чёрный король · e5 белый конь · a4 белая пешка · d4 чёрная пешка · c3 белая пешка · f3 белая ладья · c2 белая пешка · f2 белая пешка · g2 белый король | b8 чёрный слон · e7 чёрный ферзь · b6 белая пешка · f6 чёрный конь · h6 белый конь · c5 чёрный король · e5 белый конь · a4 белая пешка · d4 чёрная пешка · c3 белая пешка · f3 белая ладья · c2 белая пешка · f2 белая пешка · g2 белый король | b8 чёрный слон · e7 чёрный ферзь · b6 белая пешка · f6 чёрный конь · h6 белый конь · c5 чёрный король · e5 белый конь · a4 белая пешка · d4 чёрная пешка · c3 белая пешка · f3 белая ладья · c2 белая пешка · f2 белая пешка · g2 белый король | b8 чёрный слон · e7 чёрный ферзь · b6 белая пешка · f6 чёрный конь · h6 белый конь · c5 чёрный король · e5 белый конь · a4 белая пешка · d4 чёрная пешка · c3 белая пешка · f3 белая ладья · c2 белая пешка · f2 белая пешка · g2 белый король | b8 чёрный слон · e7 чёрный ферзь · b6 белая пешка · f6 чёрный конь · h6 белый конь · c5 чёрный король · e5 белый конь · a4 белая пешка · d4 чёрная пешка · c3 белая пешка · f3 белая ладья · c2 белая пешка · f2 белая пешка · g2 белый король | 5 |
| 4 | b8 чёрный слон · e7 чёрный ферзь · b6 белая пешка · f6 чёрный конь · h6 белый конь · c5 чёрный король · e5 белый конь · a4 белая пешка · d4 чёрная пешка · c3 белая пешка · f3 белая ладья · c2 белая пешка · f2 белая пешка · g2 белый король | b8 чёрный слон · e7 чёрный ферзь · b6 белая пешка · f6 чёрный конь · h6 белый конь · c5 чёрный король · e5 белый конь · a4 белая пешка · d4 чёрная пешка · c3 белая пешка · f3 белая ладья · c2 белая пешка · f2 белая пешка · g2 белый король | b8 чёрный слон · e7 чёрный ферзь · b6 белая пешка · f6 чёрный конь · h6 белый конь · c5 чёрный король · e5 белый конь · a4 белая пешка · d4 чёрная пешка · c3 белая пешка · f3 белая ладья · c2 белая пешка · f2 белая пешка · g2 белый король | b8 чёрный слон · e7 чёрный ферзь · b6 белая пешка · f6 чёрный конь · h6 белый конь · c5 чёрный король · e5 белый конь · a4 белая пешка · d4 чёрная пешка · c3 белая пешка · f3 белая ладья · c2 белая пешка · f2 белая пешка · g2 белый король | b8 чёрный слон · e7 чёрный ферзь · b6 белая пешка · f6 чёрный конь · h6 белый конь · c5 чёрный король · e5 белый конь · a4 белая пешка · d4 чёрная пешка · c3 белая пешка · f3 белая ладья · c2 белая пешка · f2 белая пешка · g2 белый король | b8 чёрный слон · e7 чёрный ферзь · b6 белая пешка · f6 чёрный конь · h6 белый конь · c5 чёрный король · e5 белый конь · a4 белая пешка · d4 чёрная пешка · c3 белая пешка · f3 белая ладья · c2 белая пешка · f2 белая пешка · g2 белый король | b8 чёрный слон · e7 чёрный ферзь · b6 белая пешка · f6 чёрный конь · h6 белый конь · c5 чёрный король · e5 белый конь · a4 белая пешка · d4 чёрная пешка · c3 белая пешка · f3 белая ладья · c2 белая пешка · f2 белая пешка · g2 белый король | b8 чёрный слон · e7 чёрный ферзь · b6 белая пешка · f6 чёрный конь · h6 белый конь · c5 чёрный король · e5 белый конь · a4 белая пешка · d4 чёрная пешка · c3 белая пешка · f3 белая ладья · c2 белая пешка · f2 белая пешка · g2 белый король | 4 |
| 3 | b8 чёрный слон · e7 чёрный ферзь · b6 белая пешка · f6 чёрный конь · h6 белый конь · c5 чёрный король · e5 белый конь · a4 белая пешка · d4 чёрная пешка · c3 белая пешка · f3 белая ладья · c2 белая пешка · f2 белая пешка · g2 белый король | b8 чёрный слон · e7 чёрный ферзь · b6 белая пешка · f6 чёрный конь · h6 белый конь · c5 чёрный король · e5 белый конь · a4 белая пешка · d4 чёрная пешка · c3 белая пешка · f3 белая ладья · c2 белая пешка · f2 белая пешка · g2 белый король | b8 чёрный слон · e7 чёрный ферзь · b6 белая пешка · f6 чёрный конь · h6 белый конь · c5 чёрный король · e5 белый конь · a4 белая пешка · d4 чёрная пешка · c3 белая пешка · f3 белая ладья · c2 белая пешка · f2 белая пешка · g2 белый король | b8 чёрный слон · e7 чёрный ферзь · b6 белая пешка · f6 чёрный конь · h6 белый конь · c5 чёрный король · e5 белый конь · a4 белая пешка · d4 чёрная пешка · c3 белая пешка · f3 белая ладья · c2 белая пешка · f2 белая пешка · g2 белый король | b8 чёрный слон · e7 чёрный ферзь · b6 белая пешка · f6 чёрный конь · h6 белый конь · c5 чёрный король · e5 белый конь · a4 белая пешка · d4 чёрная пешка · c3 белая пешка · f3 белая ладья · c2 белая пешка · f2 белая пешка · g2 белый король | b8 чёрный слон · e7 чёрный ферзь · b6 белая пешка · f6 чёрный конь · h6 белый конь · c5 чёрный король · e5 белый конь · a4 белая пешка · d4 чёрная пешка · c3 белая пешка · f3 белая ладья · c2 белая пешка · f2 белая пешка · g2 белый король | b8 чёрный слон · e7 чёрный ферзь · b6 белая пешка · f6 чёрный конь · h6 белый конь · c5 чёрный король · e5 белый конь · a4 белая пешка · d4 чёрная пешка · c3 белая пешка · f3 белая ладья · c2 белая пешка · f2 белая пешка · g2 белый король | b8 чёрный слон · e7 чёрный ферзь · b6 белая пешка · f6 чёрный конь · h6 белый конь · c5 чёрный король · e5 белый конь · a4 белая пешка · d4 чёрная пешка · c3 белая пешка · f3 белая ладья · c2 белая пешка · f2 белая пешка · g2 белый король | 3 |
| 2 | b8 чёрный слон · e7 чёрный ферзь · b6 белая пешка · f6 чёрный конь · h6 белый конь · c5 чёрный король · e5 белый конь · a4 белая пешка · d4 чёрная пешка · c3 белая пешка · f3 белая ладья · c2 белая пешка · f2 белая пешка · g2 белый король | b8 чёрный слон · e7 чёрный ферзь · b6 белая пешка · f6 чёрный конь · h6 белый конь · c5 чёрный король · e5 белый конь · a4 белая пешка · d4 чёрная пешка · c3 белая пешка · f3 белая ладья · c2 белая пешка · f2 белая пешка · g2 белый король | b8 чёрный слон · e7 чёрный ферзь · b6 белая пешка · f6 чёрный конь · h6 белый конь · c5 чёрный король · e5 белый конь · a4 белая пешка · d4 чёрная пешка · c3 белая пешка · f3 белая ладья · c2 белая пешка · f2 белая пешка · g2 белый король | b8 чёрный слон · e7 чёрный ферзь · b6 белая пешка · f6 чёрный конь · h6 белый конь · c5 чёрный король · e5 белый конь · a4 белая пешка · d4 чёрная пешка · c3 белая пешка · f3 белая ладья · c2 белая пешка · f2 белая пешка · g2 белый король | b8 чёрный слон · e7 чёрный ферзь · b6 белая пешка · f6 чёрный конь · h6 белый конь · c5 чёрный король · e5 белый конь · a4 белая пешка · d4 чёрная пешка · c3 белая пешка · f3 белая ладья · c2 белая пешка · f2 белая пешка · g2 белый король | b8 чёрный слон · e7 чёрный ферзь · b6 белая пешка · f6 чёрный конь · h6 белый конь · c5 чёрный король · e5 белый конь · a4 белая пешка · d4 чёрная пешка · c3 белая пешка · f3 белая ладья · c2 белая пешка · f2 белая пешка · g2 белый король | b8 чёрный слон · e7 чёрный ферзь · b6 белая пешка · f6 чёрный конь · h6 белый конь · c5 чёрный король · e5 белый конь · a4 белая пешка · d4 чёрная пешка · c3 белая пешка · f3 белая ладья · c2 белая пешка · f2 белая пешка · g2 белый король | b8 чёрный слон · e7 чёрный ферзь · b6 белая пешка · f6 чёрный конь · h6 белый конь · c5 чёрный король · e5 белый конь · a4 белая пешка · d4 чёрная пешка · c3 белая пешка · f3 белая ладья · c2 белая пешка · f2 белая пешка · g2 белый король | 2 |
| 1 | b8 чёрный слон · e7 чёрный ферзь · b6 белая пешка · f6 чёрный конь · h6 белый конь · c5 чёрный король · e5 белый конь · a4 белая пешка · d4 чёрная пешка · c3 белая пешка · f3 белая ладья · c2 белая пешка · f2 белая пешка · g2 белый король | b8 чёрный слон · e7 чёрный ферзь · b6 белая пешка · f6 чёрный конь · h6 белый конь · c5 чёрный король · e5 белый конь · a4 белая пешка · d4 чёрная пешка · c3 белая пешка · f3 белая ладья · c2 белая пешка · f2 белая пешка · g2 белый король | b8 чёрный слон · e7 чёрный ферзь · b6 белая пешка · f6 чёрный конь · h6 белый конь · c5 чёрный король · e5 белый конь · a4 белая пешка · d4 чёрная пешка · c3 белая пешка · f3 белая ладья · c2 белая пешка · f2 белая пешка · g2 белый король | b8 чёрный слон · e7 чёрный ферзь · b6 белая пешка · f6 чёрный конь · h6 белый конь · c5 чёрный король · e5 белый конь · a4 белая пешка · d4 чёрная пешка · c3 белая пешка · f3 белая ладья · c2 белая пешка · f2 белая пешка · g2 белый король | b8 чёрный слон · e7 чёрный ферзь · b6 белая пешка · f6 чёрный конь · h6 белый конь · c5 чёрный король · e5 белый конь · a4 белая пешка · d4 чёрная пешка · c3 белая пешка · f3 белая ладья · c2 белая пешка · f2 белая пешка · g2 белый король | b8 чёрный слон · e7 чёрный ферзь · b6 белая пешка · f6 чёрный конь · h6 белый конь · c5 чёрный король · e5 белый конь · a4 белая пешка · d4 чёрная пешка · c3 белая пешка · f3 белая ладья · c2 белая пешка · f2 белая пешка · g2 белый король | b8 чёрный слон · e7 чёрный ферзь · b6 белая пешка · f6 чёрный конь · h6 белый конь · c5 чёрный король · e5 белый конь · a4 белая пешка · d4 чёрная пешка · c3 белая пешка · f3 белая ладья · c2 белая пешка · f2 белая пешка · g2 белый король | b8 чёрный слон · e7 чёрный ферзь · b6 белая пешка · f6 чёрный конь · h6 белый конь · c5 чёрный король · e5 белый конь · a4 белая пешка · d4 чёрная пешка · c3 белая пешка · f3 белая ладья · c2 белая пешка · f2 белая пешка · g2 белый король | 1 |
|   | a | b | c | d | e | f | g | h |   |

Решение.

1.cd+ Крd5 

2.c4+ Крe6 

3.Л:f6+ Ф:f6 

4.d5+ Крd6 

5.Крf1 Фf4 

6.Кf7+ и чёрные теряют ферзя на следующем ходу, после вилки.

## Книги
- Chess studies, L., 1851 (совместно с Клингом[1])[2];
- Chess studies and end-games, pt 1—2, [2 ed.], L., 1889 (соавтор).